# 溴氰菊酯
溴氰菊酯（Deltamethrin）是一種農用殺蟲藥，中國大陸通稱「敵殺死」或「保棉丹」、「克敌」等，台灣稱為「第滅寧」。此藥对害虫的毒效可达DDT的100倍，大量用於棉花種植業，也有稀釋版本用於家用。对塑料制品有腐蚀性，不能裝於塑料容器。
初產物呈白色斜方针状晶体，熔点101~102℃，沸点300℃。常温下几乎不溶于水，只溶于多种有机溶剂。对翅目系害蟲有劇毒性，介壳虫、盲蝽象等也有大規模消滅效果，人體皮肤接触可引起刺激症状，出现红疹，重度中毒者可出现肌束震颤和抽搐致死，误服者饮适量温水催吐，就医用葛根素治疗。
農用者需注意对鱼類和蜜蜂有劇毒，但已經對DDT抗藥的昆蟲對敵殺死也會抗藥。对螨蚧类的防效甚低，並不適用。棉花、茶樹系農作物效果佳，茄果类、蔬菜、芦笋、水稻、烟草、小麦、玉米等也可使用，香蕉、李子等效果稍差但也可用。在气温低时效果較好最好於冬天施放，不可与碱性物质混用，以免降低藥效，叶菜类收穫前15天禁用。家中飼有寵物貓者亦需注意，該物質對貓有劇毒作用。